# Philippe Benoît (écrivain)
Pour les articles homonymes, voir Philippe Benoit et Benoît.
Philippe Benoît, né le 30 juillet 1793 à Alissas en Ardèche et mort le 8 janvier 1881 à Saint-Priest, est un écrivain et dramaturge français, membre de l’Académie des sciences, belles-lettres et arts de Lyon. 

## Biographie
Philippe Benoît naît à Alissas, onzième enfant d’une fratrie de douze, en Ardèche, le 30 juillet 1793. Il est le fils de Charles Benoît un maître tanneur et cultivateur, et de Marie Madeleine Catherine Vidal.
À l'age de 13 ans, il part habiter chez son grand-père, receveur des finances à Verdun, qui le destine à des études prestigieuses au Collège d'Étain. Il s'inscrit à l'hôpital militaire de Metz pour pouvoir devenir médecin, mais il est requis au service de la Grande Armée où il est nommé sous-lieutenant et travaille à la pharmacie de l'hôpital militaire. Il est fait prisonnier de guerre en Russie, d'où il est libéré en 1814, à la fin des combats. 
En rentrant dans son Ardèche natale, il découvre qu’on le croyait mort et que tous les biens de ses parents ont été divisés entre ses frères et sœurs. Il décide alors de repartir pour s’installer à Lyon, où il travaille comme pharmacien. Il épouse alors Jeanne Marie Guéraud. Leur fils, Philippe Michel Benoît, naît en 1821. 
Philippe Benoît est admis au Cercle littéraire (aujourd’hui Société d’histoire de Lyon) en 1826. Il est ensuite nommé secrétaire général de la mairie de Lyon en 1831. Il quitte ce poste en 1853, entre autres en raison de son hostilité au régime impérial.
Il décède le 8 janvier 1881 à Saint Priest. 

### Sociétés savantes et distinctions
Philippe Benoît est élu membre de l’Académie des sciences, belles-lettres et arts de Lyon le 2 décembre 1828. Il en est le président en 1849.

## Publications
- Virginie, tragédie en trois actes, Lyon, Barret, 1825, 62-4 p.
- Réponse à cette question : quels sont les motifs qui doivent intéresser les peuples de la chrétienté à la cause des grecs, Lyon, Rossary, 1827, 32 p.
- Retour dans la patrie d’un français, prisonnier de guerre en Russie après les cent jours, Lyon, Rossary, 1830.
- Les progrès de l’esprit humain : poème, Lyon, Boitel, 1840.